# (6284) Borisivanov
(6284) Borisivanov (1981 EM19) – planetoida z grupy pasa głównego asteroid okrążająca Słońce w ciągu 4,83 lat w średniej odległości 2,86 j.a. Odkryta 2 marca 1981 roku.